# Soła

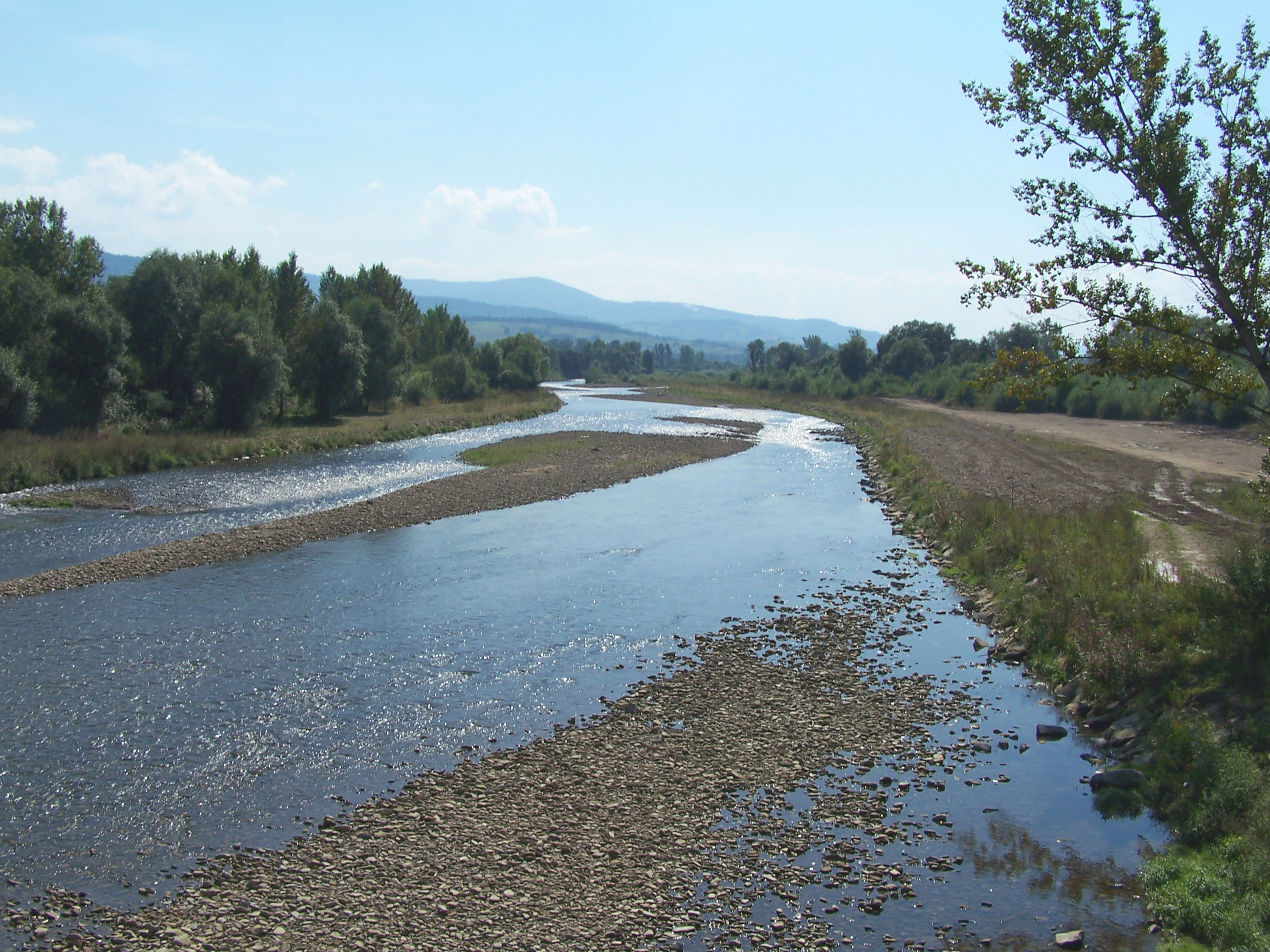
Soła.

Soła är en flod i södra Polen. Soła, som är en av Wisłas bifloder, är cirka 89 km lång. 
I Soła ströddes askan från de människor som hade mördats och kremerats i Auschwitz.